# Sinagoga Friedberger Anlage
La sinagoga Friedberger Anlage,  oggi scomparsa, era tra le più grandi delle sinagoghe della città di Francoforte sul Meno in Germania. Costruita tra il 1905 e il 1907 nel quartiere Ostend, la sinagoga rimase uno dei centri maggiori del movimento ebraico ortodosso della città fino a quando fu incendiata e distrutta dai nazisti durante la notte dei cristalli nel novembre 1938 e completamente demolita.

## Storia
Dopo l'emancipazione e l'abolizione del ghetto, la maggior parte degli ebrei di Francoforte lasciarono l'area centrale del vecchio quartiere ebraico per trasferirsi nei nuovi sobborghi. Lo Ostend divenne le meta favorita degli ebrei ortodossi, così come il Westend lo era per la nuova borghesia liberale ebraica.
Il movimento ortodosso aveva dal 1882 un suo importante centro di riferimento anche nella centrale sinagoga Börneplatz, ma la prima sinagoga ortodossa sulla Schützenstraße ora ormai insufficiente a raccogliere il nucleo storico separatosi già dal 1851 sotto da guida di Samson Raphael Hirsch quando il rabbino riformato Leopold Stein era stato eletto a capo della Sinagoga maggiore di Francoforte sul Meno. Agli inizi del Novecento si imponeva ormai la costruzione di una monumentale sinagoga che potesse accogliere la crescente popolazione ebraica ortodossa dello Ostend, così come il movimento riformato avrebbe fatto nel 1910 con l'edificazione di una nuova grandiosa sinagoga nel quartiere Westend.

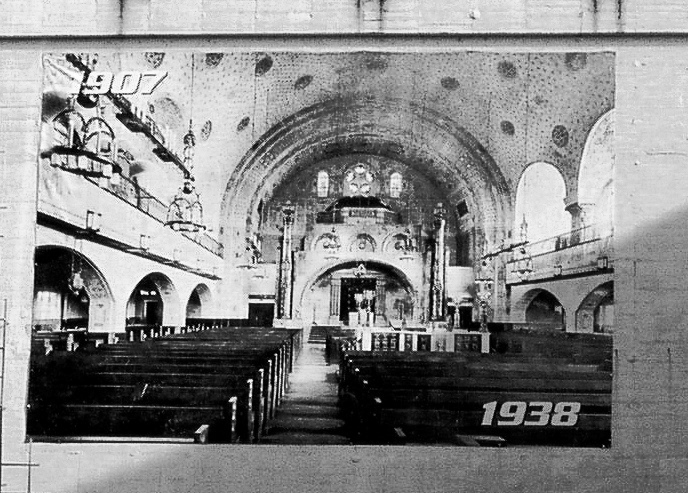
L'interno della sinagoga

Ci fu un concorso cui parteciparono artisti famosi e progetti innovativi come quello presentato da Wilhelm Freiherr von Tettau. Alla fine la progettazione della sinagoga Westend fu affidata agli architetti Peter Jürgensen e Jürgen Bachmann di Berlino-Charlottenburg, che optarono per uno stile eclettico con elementi di romanico e orientalismo.
I lavori ebbero inizio il 21 novembre 1905 con la posa della prima pietra. La cerimonia di inaugurazione, presieduta dal rabbino Salomon Breuer, ebbe luogo il 29 agosto 1907, alla presenza delle principali autorità civili e religiose della città.
Di fronte all'edificio principale c'era un ampio cortile cui si accedeva attraverso due grandi portali. La facciata mostrava un timpano principale e due massicce torri laterali. Attraverso il portico di ingresso si raggiungeva la sala principale, di pianta rettangolare, coperta da una enorme volta a botte. Il matroneo era collocato sui transetti laterali, sorretto da pilastri ad arcate. Sulla parete orientale c'era il tabernacolo con l'armadio della legge di marmo di Nassau. La bimah come in tutte le sinagoghe ortodosse era collocata al centro della sala. L'ampia sala di preghiera poteva ospitare comodamente seduti più di mille uomini e 600 donne.
La notte del 9-10 novembre 1938 ("Kristallnacht") la sinagoga, al pari delle altre sinagoghe di Francoforte e della Germania tutta, fu incendiata dai nazisti. L'incendio provocò soli danni limitati e così altri incendi dolosi si succedettero nei giorni seguenti, fino a quando le autorità naziste intervennero intimando alla comunità ebraica di demolire a proprie spese l'edificio ormai pericolante. A causa della mole dell'edificio, i lavori di demolizione, iniziati il 17 novembre 1937 si conclusero solo il 12 giugno 1939.

## La memoria
La comunità ebraica di Francoforte fu quasi completamente sterminata nell'Olocausto; degli 11.000 deportati solo circa 400 fecero ritorno. I pochi superstiti si radunarono il 12 settembre 1945 nei locali diroccati della Sinagoga Westend, l'unica tra le sinagoghe di Francoforte ad essere sopravvissuta e che, restaurata, diverrà il centro della rinata comunità ebraica della città, accogliendo sia ortodossi che riformati.
La Sinagoga Friedberger Anlage era stata completamente demolita e sulla sua area durante la guerra era stato costruito nel 1942-43 un enorme bunker per la difesa antiaerea. L'intero quartiere fu devastato dai bombardamenti ma il bunker rimase intatto e fu utilizzato nel dopoguerra fino al 1965 come deposito di libri per la Biblioteca universitaria della città. Dal 1968 al 1988 il bunker fu usato come negozio di mobilio.
La rinata comunità ebraica di Francoforte chiese che le fosse riconosciuta la proprietà del terreno e si arrivò ad un accordo che prevedeva un risarcimento pecunario e la costruzione di un memoriale sul sito. Come risultato dell'accordo fu inaugurato nel 1988 sul piazzale del bunker un memoriale su progetto dall'architetto paesaggista Jeannette Garnhartner, mentre il bunker ospita dal 2004 un'esposizione permanente sulla vita ebraica nel quartiere Ostend di Francoforte.

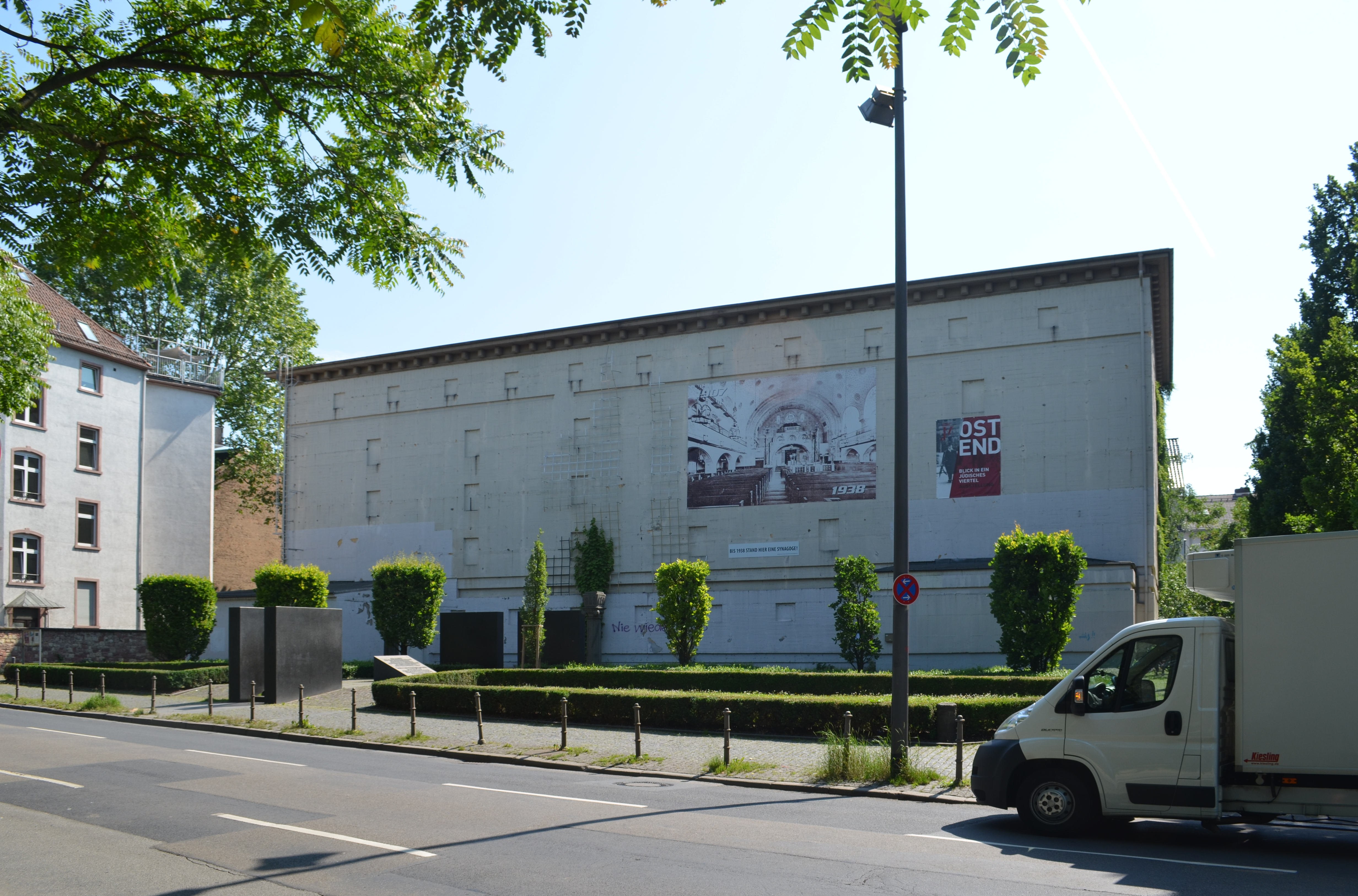
Il bunker sul sito della scomparsa sinagoga
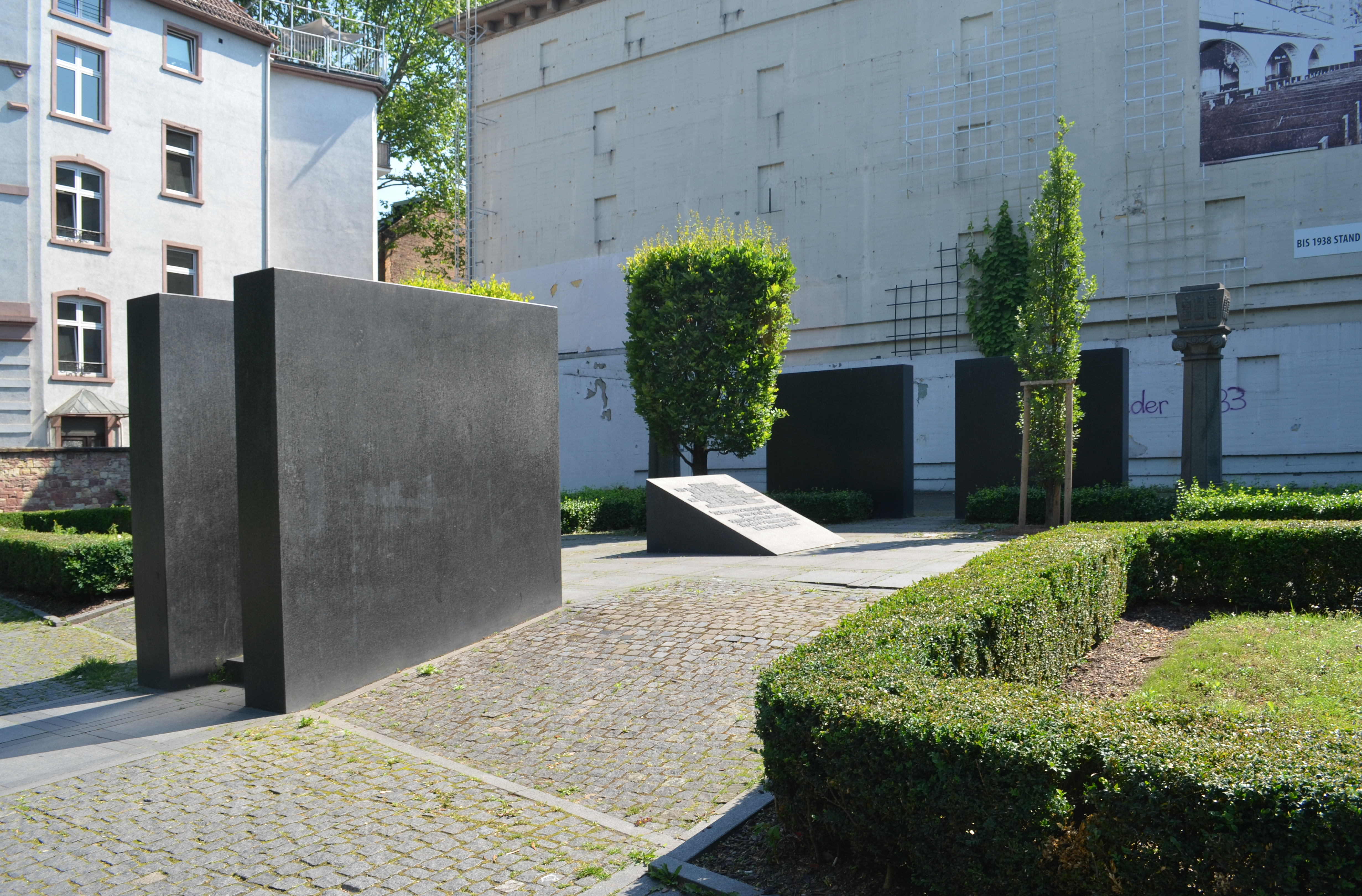
Il memoriale
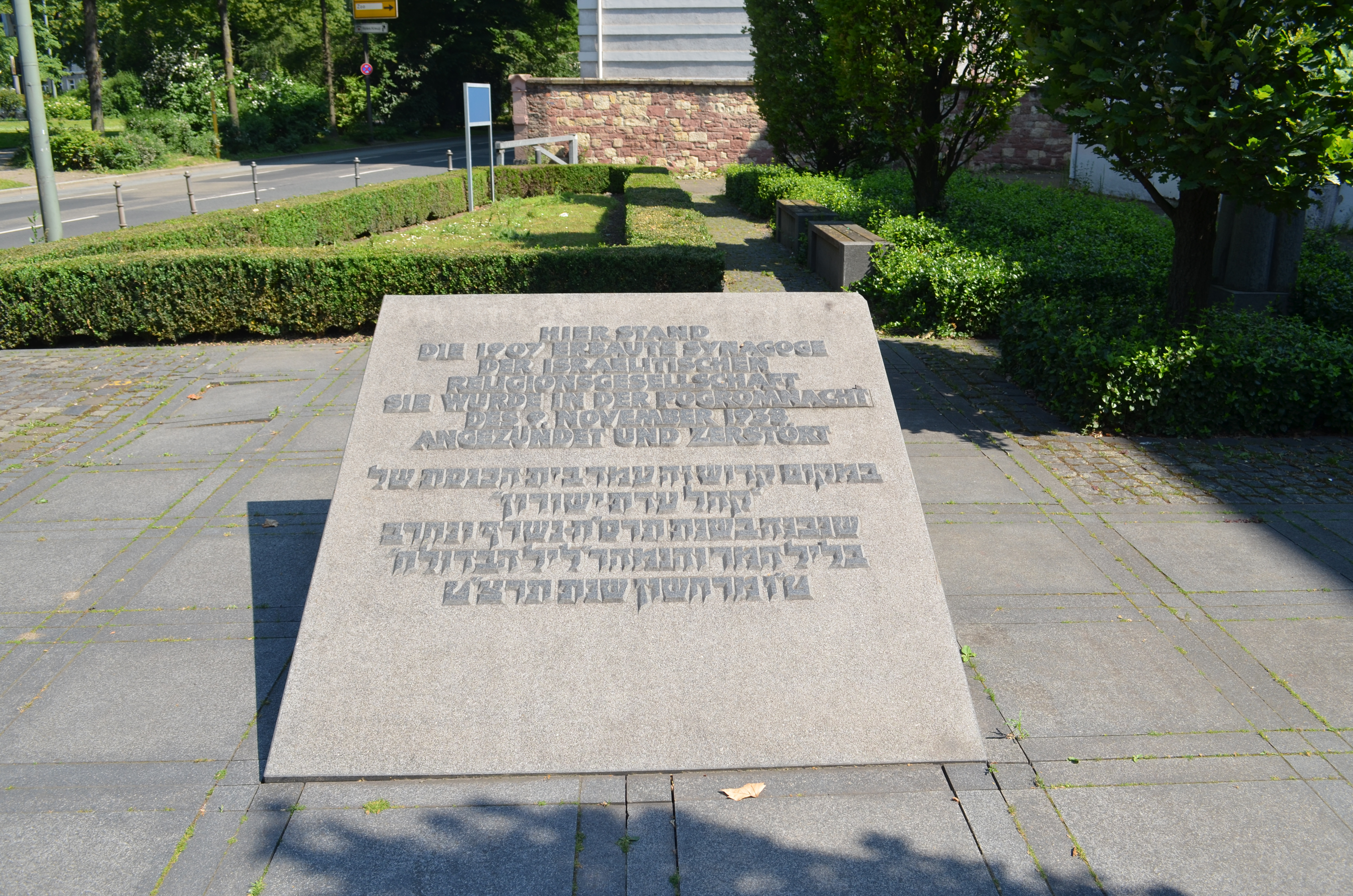
La lapide, in tedesco e ebraico
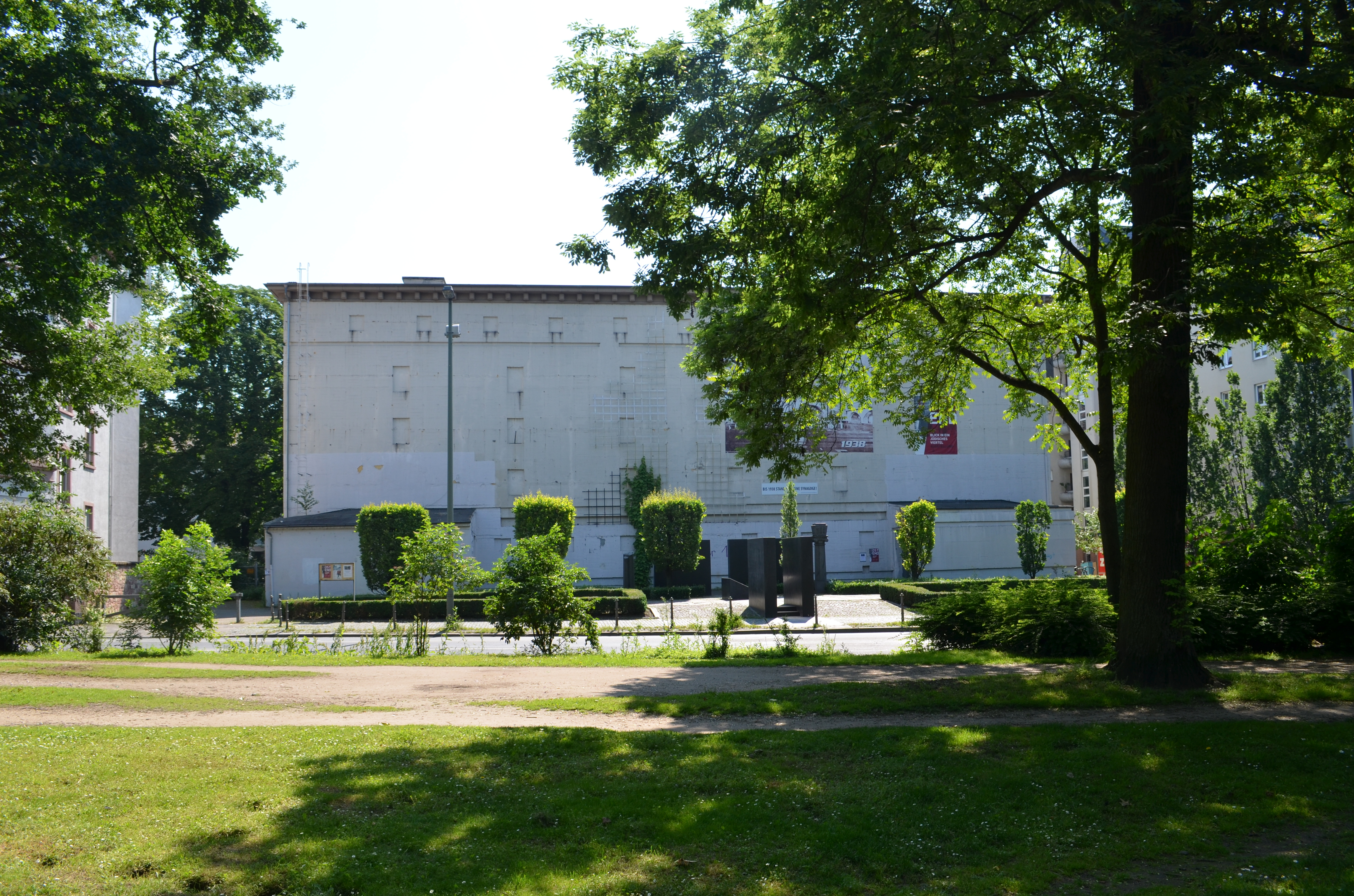
Il burker e il memoriale (da un'altra angolazione)